# Склепінне заводнення

Заводнення покладів: а — законтурне; б — приконтурне; в — з розрізанням на окремі площі; г — блокове; ґ– осьове; д — кільцеве; е — центральне; є — осередкове

Склепінне заводнення — різновид заводнення.
Склепінне заводнення поділяють на:
а) осьове — нагнітальні свердловини розміщують уздовж осі структури;
б) кільцеве — кільцевий ряд нагнітальних свердловин з радіусом, що приблизно дорівнює 0,4 радіуса покладу, розрізає поклад на центральну і кільцеву площі;
в) центральне заводнення як різновид кільцевого — вздовж кола радіусом 200…300 м розміщують 4…6 нагнітальних свердловин, а всередині нього є одна або кілька видобувних свердловин.